# Dominostein

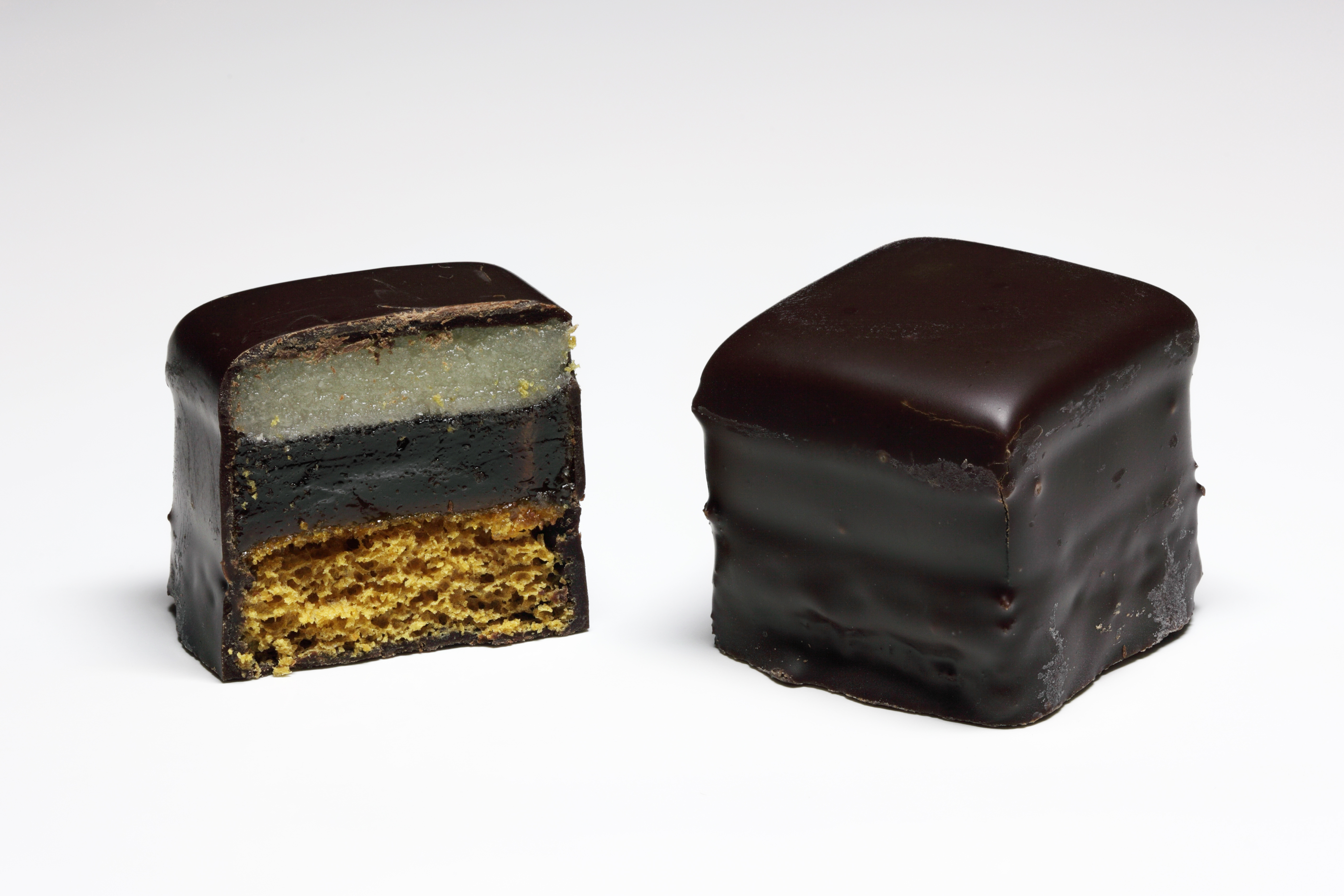
Dominosteine (en genomskuren).

Dominostein (syftar på stenar i spelet domino) är en sötsak som huvudsakligen säljs i Tyskland kring julen.
Den vanligaste formen som hittas i de flesta livsmedelsaffärer består av en botten av mjuk pepparkaka, ett skikt fruktgelé (surkörsbär eller aprikos) och ett skikt marsipan eller det billigare persipan. Stenen får sedan en glasyr av mörk choklad.
En annan variant som bara levereras från pepparkaksfabriker i Nürnberg saknar skikten med marsipan/persipan och är större. Här kan glasyren även vara mjölkchoklad eller vit choklad.
Dominostein uppfanns 1936 av konditorimästaren Herbert Wendler från Dresden. Chokladpralinen var tänkt för folket som inte hade råd med dyrare praliner. Populariteten ökade under andra världskriget på grund av brist på andra sötsaker. Licensen för originalreceptet innehas idag av bageriet Dr. Quendt, likaså från Dresden. Herbert Wendlers egen firma blev 1996 insolvent.